# Palpidia palpirectia
Palpidia palpirectia là một loài bướm đêm trong họ Erebidae.